# کدهای نیروی دریایی ژاپن
کدهای نیروی دریایی ژاپن (به انگلیسی: Japanese naval codes) به رمزنگاری گفته می‌شود که نیروی دریایی امپراتوری ژاپن در زمان جنگ جهانی دوم برای رمزنگاری پیام‌های مخابره شده خود استفاده می‌کرد. تقریباً همه الگوهای رمزنگاری ژاپنی در طول جنگ توسط نیروهای متفقین رمزگشایی شد. ایالات متحده بر اساس این متن‌های رمزگشایی شده توانست ژنرال ژاپنی یاماموتو ایسوروکو را در عملیات انتقام به قتل برساند.